# Thymistada
Thymistada is een geslacht van vlinders van de familie eenstaartjes (Drepanidae), uit de onderfamilie Drepaninae.

## Soorten
- T. nigritincta Warren, 1923
- T. tripunctata Walker, 1865
- T. undilineata Warren, 1923